# 029
029，日本插畫家。主要負責輕小說的插畫。

## 人物、風格
喜歡肉和羊駝。
色彩對比和著色的平衡運用，以可愛和圓潤的畫風為特徵。

## 作品列表

### 插畫
- 打工吧！魔王大人（〈電擊文庫〉，著：和原聰司）
- （〈電擊文庫〉，著：和原聰司）
- （〈GAGAGA文庫〉，著：水市惠（日语：水市恵））
- （〈Super Dash文庫〉，著：石原宙（日语：石原宙））
- 日常生活中的異能戰鬥（〈GA文庫〉，著：望公太）
- 熊熊勇闖異世界（〈PASH！BOOKS〉，著：熊名乃（日语：くまなの））
- （〈角川Sneaker文庫〉）

### 動畫相關
- 黑色子彈 第11話片尾插圖
- 灰色的樂園 第2話提供片尾插圖
- 請問您今天要來點兔子嗎?? TOKYO MX再放送版第8話片尾插圖

### CD
- 打工吧！魔王大人（角色歌曲專輯封套）
- 日常生活中的異能戰鬥（廣播劇CD封套）
- 東山奈央的夢想*劇院（日语：東山奈央のドリーム*シアター）（桃山奈央、黃山奈央、白山奈央&黑山奈央／角色歌曲封套）

### 遊戲
- 電擊文庫 FIGHTING CLIMAX IGNITION（打工吧！魔王大人／遊佐惠美）
- Fate/hollow ataraxia（插圖）
- LuminousArc INFINITY（日语：ルミナスアーク インフィニティ）（插圖）
- （Spike Chunsoft／原由實&今井麻美／插圖）

### 其它
- 艦隊Collection 漫畫選集（插畫）
- 城下町的蒲公英官方選集（插圖）
- 學園孤島官方選集 極（封面插圖）
- 超！A&G+ 逢坂市立花江學園 ～Radio（逢坂良太&花江夏樹／逢花學園橡膠錶帶）
- 主婦與生活社（《PASH！》5月號／小松先生插圖）
- 麻喵子畫冊 噬血狂襲（ISBN 978-4-04-865616-0）（特別插圖）

## 外部連結
- KONGARI （页面存档备份，存于） （日語）—029的官方個人網站。
- 029的X（前Twitter） （日語）
- 029的pixiv （日語）